# Serra dels Estanyets
La Serra dels Estanyets és una serra del terme municipal d'Espot, que en el seu extrem sud-oriental penetra en el terme de la Guingueta d'Àneu, dins de l'àmbit de l'antic terme d'Escaló, tots dos a la comarca del Pallars Sobirà
Assoleix una elevació màxima de 2.782,3 metres, i forma el contrafort sud-est del Bony de les Picardes. Separa dues valls capçalera del Riu de Caregue: aquest riu mateix, al nord-est, i el Torrent de Sendes, al sud-oest.